# Setra S 415 HDH
Der Setra S 415 HDH ist ein Reisebus der Baureihe TopClass 400 des deutschen Busherstellers Setra. Der S 415 HDH ist der kürzeste HDH (Hochdecker-Hoch) dieser Baureihe.
Es gibt Spezialausführungen dieses Typs mit nur 3 Sitzen pro Reihe. 2013 wurde die TopClass-500-Baureihe als Nachfolger vorgestellt, das Nachfolgemodell des S 415 HDH ist der S 515 HDH.

## Verwandte Bustypen
- Setra S 416 HDH: Variante mit 55 Sitzplätzen
- Setra S 417 HDH: Variante mit 59 Sitzplätzen

## Galerie

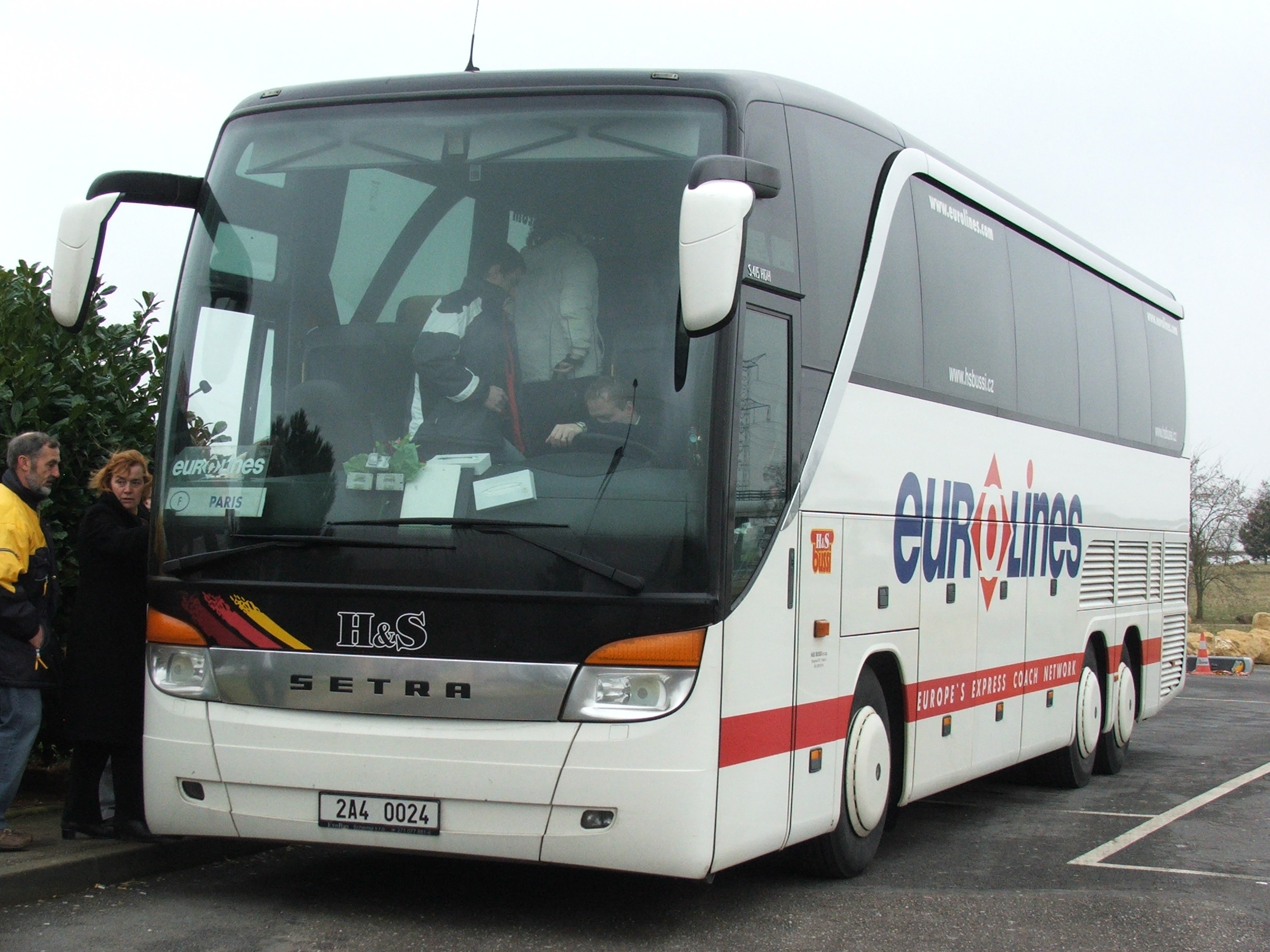
Seitenansicht